# 洲本市立鮎原小学校
洲本市立鮎原小学校（すもとしりつ あいはらしょうがっこう）は、兵庫県洲本市五色町鮎原南谷にある公立小学校。

## 沿革
- 2006年(平成18年)2月11日 - 洲本市との合併に伴い、洲本市立鮎原小学校と改称。

## 通学区域
- 五色町鮎原宇谷、五色町鮎原上、五色町鮎原栢野、五色町鮎原小山田、五色町鮎原下、五色町鮎原田処、五色町鮎原葛尾、五色町鮎原塔下、五色町鮎原中邑、五色町鮎原西、五色町鮎原南谷、五色町鮎原三野畑、五色町鮎原吉田、五色町鮎原鮎の郷、五色町鮎原神陽[1]

## 進路状況
ほとんどの児童は洲本市立五色中学校へ進学する。

## 通学区域が隣接している学校
- 洲本市立都志小学校
- 洲本市立広石小学校
- 洲本市立加茂小学校
- 洲本市立中川原小学校
- 洲本市立安乎小学校
- 淡路市立大町小学校
- 淡路市立一宮小学校